# Fred Arroyo
Pour les articles homonymes, voir Arroyo.
Fred Arroyo, né le 21 septembre 1938 à Oran, est un joueur français de volley-ball. International senior de 1956 à 1967, il a été le capitaine de l'équipe de France à partir de 1962.

## Clubs
Il joue en 1961 au Stade français. Il remporte avec ses coéquipiers à cinq reprises le titre de champion de France. En 1967, il rejoint le VGA Saint-Maur Volley-ball.
| Année     | Club                            |
| --------- | ------------------------------- |
| 1954-1956 | G.M.Oran                        |
| 1957-1958 | Saint Louis Sportif Oranais     |
| 1959-1961 | Stade Français Paris            |
| 1963-1966 | Smuc Marseille                  |
| 1967-1968 | V.G.A. Saint Maur               |
| 1968-1969 | Stade Français (2° Division)    |
| 1969-1970 | Stade Français (2° Division)    |
| 1971-1975 | Saint Maurice la chapelle Paris |

### Corporatif
- Champion de France corporatif  avec I.B.M. pendant 5 ans, de 1966 à 1970.

## Carrière en équipe de France
Il a été sélectionné à 230 reprises en équipe de France senior, de 1956 à 1967. Il participe au Championnat du monde masculin de volley-ball 1956 et 1960. De 1962 à 1967, il en exerce le capitanat.
- Championnat d'Europe en 1958 à Prague.
- Championnat du monde en 1969 à Rio de Janeiro.
- Championnat d'Europe en 1963  à Bucarest.
- Vainqueur de la coupe de l'Occident en 1965 à Porto.

## Palmarès
En 2000, il a été retenu pour faire partie de « l'Équipe de France du XXe siècle » par l'Amicale des Internationaux Français de Volley-Ball, pour son style « élégant, racé, d’une rare longévité ».
- 1959-1960 : Champion de France avec le Stade Français.
- 1960-1961 : Champion de France avec le Stade Français.
- 1961-1962 : Vice Champion de France avec le  Stade Français.
- 1962-1963 : Champion de France 3° Division avec le Smuc Marseille.
- 1963  : Champion de France 2° Division avec le Smuc Marseille.